# Viercontinentenkampioenschappen schaatsen 2020
De Viercontinentenkampioenschappen schaatsen 2020 voor mannen en vrouwen vonden van 31 januari tot en met 2 februari plaats in het Pettit National Ice Center in Milwaukee, Verenigde Staten.
Het was de eerste keer dat er equivalent aan de Europese kampioenschappen door de ISU ook een kampioenschap voor de overige continenten werd gehouden. Er werden titels en medailles vergeven op zeven onderdelen bij zowel de mannen als de vrouwen, vijf individueel en twee in teamverband.

## Programma
| Vrijdag 31 januari                                                        | Zaterdag 1 februari                                 | Zondag 2 februari                                                       |
| ------------------------------------------------------------------------- | --------------------------------------------------- | ----------------------------------------------------------------------- |
| 0500 m (v) 0500 m (m) 3000 m (v) 5000 m (m) Teamsprint (v) Teamsprint (m) | 1500 m (v) 1500 m (m) Massastart (v) Massastart (m) | 1000 m (v) 1000 m (m) Ploegenachtervolging (v) Ploegenachtervolging (m) |

## Medailles

### Mannen
| Afstand              | Goud                                             | Zilver                                            | Brons                                                      |
| -------------------- | ------------------------------------------------ | ------------------------------------------------- | ---------------------------------------------------------- |
| 0500 m               | Kim Jun-ho                                       | Alex Boisvert-Lacroix                             | Roman Kretsj                                               |
| 1000 m               | Koki Kubo                                        | Laurent Dubreuil                                  | Kim Jin-su                                                 |
| 1500 m               | Kim Min-seok                                     | Jess Neufeld                                      | Jake Weidemann                                             |
| 5000 m               | Vitali Schigolev                                 | Dmitri Morozov                                    | Emery Lehman                                               |
| Massastart           | Um Cheon-ho                                      | Chung Jae-won                                     | Ian Quinn                                                  |
| Teamsprint           | Zuid-Korea Cha Min-kyu Kim Jin-su Kim Jun-ho     | China Hou Kaibo Wang Haotian Xu Fu                | Kazachstan Aleksandr Klenko Roman Kretsj Stanislav Palkin  |
| Ploegenachtervolging | Canada Hayden Mayeur Kaleb Muller Jake Weidemann | Zuid-Korea Chung Jae-won Kim Min-seok Um Cheon-ho | Kazachstan Demyan Gavrilov Dmitri Morozov Vitali Schigolev |

### Vrouwen
| Afstand              | Goud                                                                     | Zilver                                           | Brons                                      |
| -------------------- | ------------------------------------------------------------------------ | ------------------------------------------------ | ------------------------------------------ |
| 0500 m               | Kim Min-sun                                                              | Brooklyn McDougall                               | Kim Hyun-yung                              |
| 1000 m               | Brianna Bocox                                                            | Rio Yamada                                       | Mia Kilburg-Manganello                     |
| 1500 m               | Brianna Bocox                                                            | Nadezhda Morozova                                | Park Ji-woo                                |
| 3000 m               | Mia Kilburg-Manganello                                                   | Nadezhda Morozova                                | Nana Takahashi                             |
| Massastart           | Mia Kilburg-Manganello                                                   | Kim Bo-reum                                      | Park Ji-woo                                |
| Teamsprint           | Canada Noémie Fiset Brooklyn McDougall Maddison Pearman                  | Zuid-Korea Kim Hyun-yung Kim Min-ji Kim Min-sun  | China Chen Xiangyu Lin Xue Zhang Lina      |
| Ploegenachtervolging | Verenigde Staten Brianna Bocox Mia Kilburg-Manganello Paige Schwartzburg | Canada Lindsey Kent Maddison Pearman Alexa Scott | China Adake Ahena Er Chen Xiangyu Ma Yuhan |

### Medailleklassement
|   | Land             | Goud | Zilver | Brons | Totaal |
| - | ---------------- | ---- | ------ | ----- | ------ |
| 1 | Zuid-Korea       | 5    | 4      | 4     | 013    |
| 2 | Verenigde Staten | 5    | 0      | 3     | 008    |
| 3 | Canada           | 2    | 5      | 1     | 008    |
| 4 | Kazachstan       | 1    | 3      | 3     | 007    |
| 5 | Japan            | 1    | 1      | 1     | 003    |
| 6 | China            | 0    | 1      | 2     | 003    |